# Lynna Irby
Lynna Irby (Merrillville, 6 dicembre 1998) è una velocista statunitense.

## Palmarès
| Anno | Manifestazione      | Sede      | Evento        | Risultato  | Prestazione | Note                                                                             |
| ---- | ------------------- | --------- | ------------- | ---------- | ----------- | -------------------------------------------------------------------------------- |
| 2015 | Mondiali U18        | Cali      | 400 m piani   | Argento    | 51"79       | Miglior prestazione personale                                                    |
| 2015 | Mondiali U18        | Cali      | 4×400 m mista | Oro        | 3'19"54     |                                                                                  |
| 2016 | Mondiali U20        | Bydgoszcz | 400 m piani   | Argento    | 51"39       | Miglior prestazione personale                                                    |
| 2016 | Mondiali U20        | Bydgoszcz | 4×100 m       | Oro        | 43"69       | [ 1 ]                                                                            |
| 2016 | Mondiali U20        | Bydgoszcz | 4×400 m       | Oro        | 3'29"11     | Miglior prestazione mondiale stagionale under 20 · Miglior prestazione personale |
| 2019 | Giochi panamericani | Lima      | 200 m piani   | Semifinale | 23"93       |                                                                                  |
| 2019 | Giochi panamericani | Lima      | 4×100 m       | Bronzo     | 43"39       |                                                                                  |
| 2019 | Giochi panamericani | Lima      | 4×400 m       | Oro        | 3'26"46     |                                                                                  |
| 2021 | Giochi olimpici     | Tokyo     | 4×400 m       | Oro        | 3'16"85     | [ 1 ]                                                                            |
| 2021 | Giochi olimpici     | Tokyo     | 4×400 m mista | Bronzo     | 3'10"22     | [ 1 ]                                                                            |
| 2022 | Mondiali indoor     | Belgrado  | 400 m piani   | Batteria   | 52"78       |                                                                                  |
| 2022 | Mondiali indoor     | Belgrado  | 4×400 m       | 4ª         | 3'28"63     | Miglior prestazione personale stagionale                                         |
| 2022 | Mondiali            | Eugene    | 400 m piani   | Semifinale | 51"00       |                                                                                  |
| 2025 | World Relays        | Guangzhou | 4x400 m mista | Oro        | 3'09"54     | Record dei campionati                                                            |